# Кудакова, Мария Ивановна
Мария Ивановна Кудакова (11 декабря 1931 — 10 августа 2015) — известная доярка, передовик сельского хозяйства в СССР, Герой Социалистического Труда (1976).
Избиралась депутатом Верховного Совета РСФСР 10-го созыва (1980—1984), делегатом XXVI съезда КПСС (1981).

## Биография
Родилась в селе Большая Аря, сейчас Лукояновского района Нижегородской области России, в крестьянской семье.
Трудовую деятельность начала во время Великой Отечественной войны в 1943 году рядовой колхозницей. С 1947 года и на протяжении 37 лет — доярка на молочной ферме совхоза «Большеарский».
В 1955 году признана «лучшей молодой дояркой» Арзамасской области. С 1973 года — постоянный участник ВДНХ СССР.
После выхода на пенсию жила в родном селе, где и похоронена.

## Награды
- Указом Президиума Верховного Совета СССР от 23 декабря 1976 года «за выдающиеся успехи, достигнутые во Всесоюзном социалистическом соревновании, проявленную трудовую доблесть в выполнении планов и социалистических обязательств по увеличению производства и продажи государству сельскохозяйственных продуктов в 1976 году», Кудаковой Марии Ивановне присвоено звание Героя Социалистического Труда с вручением ордена Ленина и золотой медали «Серп и Молот» (№ 18529).
- Награждена четырьмя орденами Ленина (22.03.1966, 08.04.1971, 06.09.1973, 23.12.1976), орденом «Знак Почета» (12.03.1958) и медалями.